# Fallout 3
Fallout 3 je akciona RPG igra, čiji je autor razvojni tim Bethesda Game Studios. To je treća igra u serijalu. Priča u igri je smeštena u 2277. godinu, 36 godina posle dešavanja u Fallout 2.

## Marketing

### Trejler iz 2007.
je 5. juna 2007. pustila u promet promotivan video za Fallout 3. Na videu je prikazan opustošeni Vašington, kao i porušeni spomenik Džordža Vašingtona. Ovaj deo je kasnije koristila Al-Kaida u propagandne svrhe.

### E3 2008
je najavila de će prisustvovati E3 sajmu u Kaliforniji 12. jula 2008. i da će predstaviti igru Fallout 3.

### Verzije
3 je izdat u tri verzije. Osnovna verzija sadrži igru i uputstvo.
 sadrži igru, uputstvo, dodatni DVD koji će sadrži film Kako se pravilno igra, knjigu sa koncept artom, i Vault Boy igračku.
 sadrži sve što i Collector's Edition, kao i PIP-Boy 3000 iz igre koji služi kao časovnik.
Ograničena verzija Survival Edition je dostupna samo preko Amazon.com i samo za Amerikance.
Najnovije poglavlje Fallout serijala je pred nama i vodi nas u Nju Vegas (nekada Las Vegas). Priča se odvija četiri godine posle Fallout-a 3, a sve se vrti oko kocke, alkohola, kriminala... Novi razvojni tim (čuveni Obsidian) je unapredio svaki detalj igre, pa je Nju Vegas u svakom pogledu bolji od prethodnika koji je već bio vrhunska RPG igra.